# Penstemon tusharensis
Espèce
Penstemon tusharensis  est une espèce de plantes de la famille des Plantaginacées, originaire d'Amérique du Nord. Elle est connue sous le nom de  Tushar Range Beardtongue en anglais.

## Description
Cette espèce est pérenne, native de l’Utah et peut atteindre 15cm de haut. Les fleurs sont généralement de couleur bleue.